# Geoffrey Burbidge
Geoffrey Ronald Burbidge (Chipping Norton, Oxfordshire, 24 de setembre de 1925 - 26 de gener de 2010) va ser un professor de física britànic-nord-americà de la Universitat de Califòrnia a Sant Diego. Va estar casat amb Margaret Burbidge.

## Biografia
El 1957 juntament amb la seva esposa, l'astrònom britànic Fred Hoyle i el físic estatunidenc William Fowler, van escriure un famós article sobre nucleosíntesis estel·lar referit comunament com el B2FH per les inicials dels autors. Se'l coneix principalment pel seu suport a la Teoria de l'Estat Estacionari, una teoria cosmològica que està en contradicció amb la teoria del big-bang.
D'acord amb Burbidge, l'univers és oscil·latori i s'expandeix i contreu periòdicament. En la seva opinió, l'heli primordial no és tal ni es va produir durant el big-bang, sinó a partir d'hidrogen en l'atmosfera d'estels de tipus K, i en aquest procés es genera la radiació de fons de microones. No creu que els quàsars estiguin a distàncies cosmològiques, ni que l'acceleració de partícules en els seus jets es degui a acreció gravitatòria.
Va ser director de l'Observatori Nacional de Kitt Peak del 1978 al 1984 i editor del Annual Review of Astronomy and Astrophysics del 1974 al 2004.

## Honors
En el seu honor es va nomenar l'asteroide (11753) Geoffburbidge.